# Kenotan
Kenotan is een bestuurslaag in het regentschap Flores Timur van de provincie Oost-Nusa Tenggara, Indonesië. Kenotan telt 1635 inwoners (volkstelling 2010).